# Làszlò Studinka
Làszlò Studinka (* 16. Januar 1918 in Kompolt; † 22. April 1981 in Budapest) war ein ungarischer Berufsjäger, Jagdschriftsteller und Jurist sowie Diplomlandwirt.

## Leben und Karriere
Làszlò Studinka wurde 1918 als Sohn des Viehverwalters Elemér Studinka geboren. Studinka hatte einen Bruder Joszef Studinka.
Seine väterliche Linie war seit Generationen jagdlich geprägt. Seine Schulzeit absolvierte Làszlò Studinka in Budapest, an der Kaiserlich Deutschen Schule, wo er seine Fremdsprachenkenntnisse in Deutsch, Englisch und Französisch festigte. Seine Ferien verbrachte er immer in Mosonszentmiklós, weil sein Vater dort das Gut Wenckheim bewirtschaftete. Er jagt ununterbrochen, seit er 10 Jahre alt war. Im Alter von 11 Jahren erschien sein erster Artikel in der Zeitung „Nimród“. Seine erste wissenschaftliche Arbeit über Ornithologie wurde 1932 veröffentlicht. 1933 hielt er im Zoo des Nationalmuseums einen Vortrag mit dem Titel „Birdlife of Moson County“. 1934, im Alter von 16 Jahren, nahm er am International Congress of Ornithology in Oxford teil und hielt Vorträge.
1936 schrieb er sich an der Wirtschaftsakademie Magyaróvár ein, absolvierte aber schließlich die Juristische Fakultät der Universität Budapest. Im Oktober 1937 begann er in Edinburgh ein Studium der Landwirtschaft, insbesondere der Jagd.
Im Januar 1945 hatte er seine standesamtliche Trauung in Mosonszentmiklós. Aus der Ehe ging 1948 die Tochter Erzsebet Courage hervor.
Nach dem Zweiten Weltkrieg war er Wildhüter in Bősárkány, Mosonszentmiklósund dann im damals gegründeten Staatsgut Lajta-Hansági. 1952 wurde er als Bezirkshauptjäger nach Bakony, Ugodra versetzt. Auch vom wissenschaftlichen Leben trennte er sich in der Zwischenzeit nicht: Ab 1945 führte er für mehr als ein Jahrzehnt Fachübersetzungen für die Ornithologische Anstalt durch. Ab 1955 arbeitete er bei der Generaldirektion Staatsfarmen als Chefdozent für Wildtiermanagement. In dieser Funktion spielte er eine entscheidende Rolle bei der Organisation und Entwicklung der Jagdgebiete der Staatsgüter. Nachdem er 1956 die Generaldirektion verlassen musste, wurde er Jagdleiter des Lábod-Reservats, von wo er 1968 in die Staatliche Forst- und Wildtierfarm Gemenci versetzt wurde.
Er nahm 1971 am Budapest teil. Bei der Vorbereitung und Organisation der Weltjagdausstellung war er Direktor der ungarischen Trophäenpräsentation.
1973 wurde er aus gesundheitlichen Gründen pensioniert. Er schrieb mehrere Artikel in Jagdzeitschriften und ornithologischen Zeitschriften im In- und Ausland. Seine Bücher erschienen auch in deutscher Sprache. Den Hanság, den er sehr liebte, besuchte er zuletzt im März 1981, wo er Schnepfen jagte. Am 7. August 2005 wurde in Mosonszentmiklós die Gedenkstätte für László Studinka eingeweiht, die ein Werk des Holzschnitzers Jenő Pintér ist.
Nach seinem Tod verlieh ihm der CIC 1982 einen posthumen Literaturpreis.

## Bücher
- Mit heißem Jägerherzen Ein Leben der Jagd in Ungarn. Corvina Kiado, 1977
- Ewige Jagdgründe. – Jagderleben in den Ostkarpaten. Paul Parey, 1980
- Wanderungen eines Jägers Paul Parey, 1982
- Unbändige Jagdpassion – Ganz Ungarn war mein Revier. Paul Parey, 1979
- Hasen – Rebhühner – Fasanen. Szederjei, Akos / Szederjei, Magda / Studinka, Laszlo, Terra, 1959